# Microtatorchis compacta
Microtatorchis compacta är en orkidéart som först beskrevs av Oakes Ames, och fick sitt nu gällande namn av Rudolf Schlechter. Microtatorchis compacta ingår i släktet Microtatorchis och familjen orkidéer. Inga underarter finns listade i Catalogue of Life.